# Chogla
Chogla (hebräisch חָגְלָה Rebhuhn) ist ein Moschav im Regionalverband Emek Chefer im Zentralbezirk, nördlich von Netanja und südlich von Chadera am Alexanderfluss gelegen. Der Ort hatte 2018 857 Einwohner.

## Geschichte
Der Name des Moschav bezieht sich auf Chogla, Tochter des Zelofhad, aus der Sippe der Zeferiten vom Stamm der Manasse, die im Gebiet des heutigen Zentralbezirkes siedelten. (Num 26,33 , siehe auch Josua 17,3 )
Die heutige Siedlung wurde ab 1933 von aus Bulgarien, Polen und Russland emigrierten Juden gegründet. Chogla grenzt unmittelbar an die Kibbuzim Givʿat Chaim (Meʾuchad) und Givʿat Chaim (Ichud).